# Paulinne Arpi
Sara Paulinne Arpi, född 12 februari 1975 i Lund, var programledare för TV4:s Ordjakten. Hon brukade också leda Pussel ibland. Innan detta var hon programledare för Kanal 12 i Karlstad, då under namnet Linn Arpi.

## Filmografi
- 2007 – Död vid ankomst - Polisofficer Jenny
- 2007 – Gangster - Nyhetsankare
- 2007 – Signaler - Poliskvinna